# Теория передачи власти
Теория передачи власти (Power transition theory) — теория о циклическом характере войны, связанной с силой в международных отношениями.
Концепция была разработана профессором Абрамо Фимо Кеннетом Органским и опубликована в учебнике «Мировая политика» (1958), и в настоящее время описывает международную политику в виде иерархии, с 4 уровнями власти между государствами. Целью теории является изучение циклического состояния войны и влияние передачи власти в условиях machtpolitik влияют на возникновение этих войн.

## Иерархия
Органски представил мир в формате четырёх типов государств. Передача власти между доминирующим государством и великой державой (в большинстве случаев) приводит к войне.
- «Доминирующее государство». Обладает самой большой долей ресурсов власти (населения, производства и политическая мощи, означающей слаженность и устойчивость). В наши дни такое состояние часто называют сверхдержавой, или гипердержавой (при однополярности).
- «Великие державы». Представляют собой потенциальных соперников доминирующего государства, занятых сохранением действующей системы и контролем над ресурсным потенциалом. Как правило стремятся расширить своё влияние за границы своего географического региона.
- «Региональные державы». Имеют полномочия областного значения, аналогичные доминирующему государству, но не в состоянии бросить вызов доминирующему государству и существующей структурной системе.
- «Малые державы» — остальная часть национальных государств, обладающих небольшой силой в собственных географических регионах и имеющих незначительное влияние и проекцию вне их границ.

Хотя данная модель первоначально относилась только к международной системе, Дуглас Лемке позже расширил её за счёт включения региональных иерархий, где каждый регион содержит собственные доминирующие, большие, и малые державы. Таким образом, существующие региональные иерархии встроены в большие международные.